# 王光禄案
王光禄案是一宗發生在臺灣的刑事案件，布農族人王光祿因為非法持有獵槍和盜獵，在2015年被判有罪，最終於2024年經最高法院判決無罪定讞。該案件引發臺灣社會對原住民文化權的討論與爭議。王光禄布農語名为，又因“Tama”為布農語對父執輩尊稱，故族人稱“Tama Talum”。

## 事發

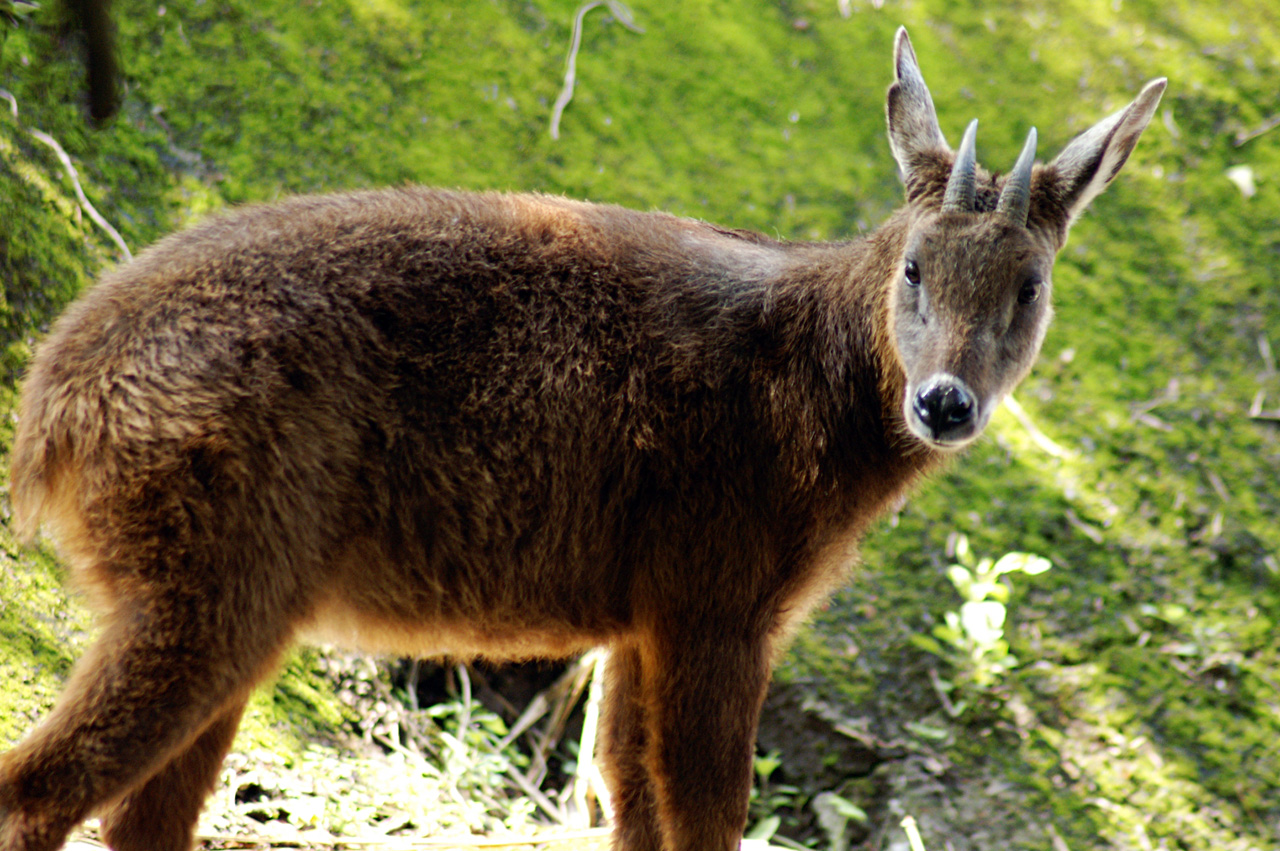
台灣長鬃山羊

2013年7月，當時54歲的布農族男子王光祿由於年邁的母親想吃肉，便在臺東山區狩獵；他在獵到一頭台灣長鬃山羊與一頭山羌後，被警方以持有非自製獵槍及獵殺保育類動物逮捕，並以違反《槍砲彈藥刀械管制條例》和《野生動物保育法》予以起訴。王光祿並沒有否認自己的行為，但認為自己的行為不是非法的，因为狩獵是原住民文化的重要部份。在事發之後，由於他是因孝行被起訴，因此被稱為「孝子獵人」。

## 審判
臺東地方法院經審理後，將王光祿以違反《槍砲彈藥刀械管制條例》部份判處徒刑3年2個月，獵捕保育類動物部分判處徒刑7個月，合併執行3年6個月徒刑，併科罰金新臺幣7萬元。最高法院更將該案駁回上訴定讞。該判決引起布農族人及關注該案之社會團體批評為過於嚴厲。
2015年12月15日，最高檢察署認為，王光祿案原審判決，認為原住民自製獵槍之性能，須符合「依照原住民文化之生活需要所製造」，或「原住民文化所允許之方式製造」要件，才能主張免責，但依此解釋，卻隱含原住民族日後皆不能再自製比以前祖先更精良的獵槍打獵，永遠只能使用落伍土造獵槍打獵，結果可能造成原住民族發展其特有文化之歧視。最高法院檢察署也認為，原審依《野生動物保育法》判王光祿7月徒刑，也有適用法則不當之問題；經檢察總長顏大和核定後，該案被提起非常上訴。
2017年2月9日，最高法院審理非常上訴案，於上午9點半開庭並開啟全程網路直播，創下中華民國司法史上以網路直播開庭過程的首例。同年9月28日，最高法院認定該案有違憲之虞，由合議庭審判長洪昌宏、受命法官許錦印、陪席法官吳信銘、李釱任、王國棟等5人評決後，裁定停止審判並聲請釋憲，這是最高法院有史以來首次提出釋憲聲請。王光祿在知悉後認為「政府要我們傳承文化，又要抓我們，很矛盾」，並回憶自己過去常看到父親扛著獵槍在街上走，現在做什麼都不行，根本無法傳承文化。

## 釋憲
司法院大法官於2021年1月22日公布新聞稿，大法官決議會台字第12860號王光祿等聲請解釋案，定於2021年3月9日上午9時於憲法法庭舉行行言詞辯論，另於2021年5月7日宣示大法官解釋結果。王光祿在辯論中以族語表示三點意見，包括自己恪守人倫與孝道、狩獵為部落文化習俗、獵人狩獵時皆按祖先所授規範。然而反對方內政部警政署表示現行《槍砲彈藥刀械管制條例》應仍堅持自製獵槍不牴觸法律為限制，可以另外提供獵槍標準及零件予原民使用。
2021年5月7日，大法官做出釋字第803號解釋，裁定部份違憲，部份合憲。大法官認定「槍砲彈藥刀械許可及管理辦法」對自製獵槍規範不足，無法確保原住民狩獵活動之安全，與憲法保障生命權、身體權及原住民從事狩獵活動之文化權利之意旨有違。「原住民族基於傳統文化及祭儀需要獵捕宰殺利用野生動物管理辦法」規定非定期性獵捕之申請期限與程序規定，大法官認為欠缺合理彈性，違反憲法比例原則，不再適用。
但由於《槍砲彈藥刀械管制條例》限制原住民獵捕工具範圍的規定，以及「野生動物保育法」原住民獵捕動物需經事前申請核准之管制手段，大法官均認定合憲，因此王光祿等聲請人無法直接以此釋憲結果救濟，其案件將由最高法院續審。

## 特赦
2021年5月20日，蔡英文總統考量王光祿狩獵是為供罹病的家人食用，狩獵自用也為原住民傳統文化之範疇，因此為表達對原住民族傳統的尊重，促進族群主流化發展，批示同意特赦。總統府公報第7542號公布總統令，依憲法第四十條及赦免法第三條前段之規定，特赦王光祿，免除其刑之執行。

## 非常上訴獲判無罪
釋憲後，最高法院續審2015年時任檢察總長顏大和對王光祿所提的非常上訴案。最高法院認為，釋字第803號解釋認定槍砲彈藥刀械許可及管理辦法對於自製獵槍規範不足，不符合原住民安全合法狩獵的要求，但沒有影響原確定判決的論斷，2021年12月29日判決駁回非常上訴。
監察委員王美玉於2022年就本案發布調查報告，並獲監察院司法及獄政委員會通過，就本案判決有罪違背法令之部分，促請法務部轉檢察總長研提非常上訴，亦送請司法院參酌。
檢察總長邢泰釗上任後，再替王光祿提非常上訴，最高法院開庭行言詞辯論，並邀專家鑑定人表示意見，於2024年3月14日撤銷原確定有罪判決，改判王光祿無罪確定。

## 修法
2016年底，桃園市議會通過《桃園市原住民族發展及保障自治條例》，賦予居住於桃園市轄區範圍內之原住民族擁有漁獵及自然採集權利，以期調和原住民族傳統文化保存與現代國家法律之歧異。
2025年1月21日，立法院三讀通過《野生動物保育法》修正案條文，正式宣告原住民族可基於「非營利自用」獵捕野生動物，並增訂備查制。若未依法申報，除行政罰鍰外，不再涉及刑事責任。

## 社會評論
國立臺灣大學刑事法學者王皇玉教授曾於最高法院審理非常上訴時提出鑑定意見，並撰文表示現行《原住民族基本法》、《野生動物保育法》和《槍砲彈藥刀械管制條例》仍是基於「漢人思維」下所制訂，主管機關仍是抱著管理、監督與限制之心態，將原住民單一之文化分裂管制，原住民過去所擁有的獵區制度、部落規範、對土地認同、對自然資源的尊重，在漢人統治之下，幾乎快要消滅殆盡，給予原住民對保留地的自治權及建立原住民狩獵專法，才是嚴肅對待原住民族權利的方式。
在此案停審並聲請釋憲後，前原住民族電視台長馬躍·比吼（Mayaw Biho）表示此釋憲案有助於大法官瞭解原住民文化和現狀，但因為先前並無原住民相關的釋憲案，他也擔心判例對原住民不利。泰雅族（Tayal）民族議會議長烏杜夫·勒巴克（Utux Lbak）則認為此事根本不應該發展到大法官釋憲的程度，因為打獵這項流傳千年的原住民文化根本不受法律限制。

## 外部鏈結
- 【上報人物】消逝的民族尊嚴　王光祿獵人本色 （页面存档备份，存于）
- 【上報人物】午夜獵場巡走　王光祿：對於山林，我們比任何人都尊重 （页面存档备份，存于）
- 【上報人物】側記王光祿／當獵人直覺遇上衛星定位 （页面存档备份，存于）
- 原住民族狩獵權：布農族人Talum(王光祿)案件判決摘要– TIPSLAW
- 部落沒有「獵人」被關，被關的都是我們的哥哥、爸爸和阿公| Mata Taiwan（页面存档备份，存于）
- 龍建宇｜我的獵場，你的律法－淺談王光祿捕獵案| 法律白話文運動PLM（页面存档备份，存于）
- 從獵槍誤傷案談──原住民的狩獵文化– FOLLAW
- 原民狩獵爭議的五大迷思！你被誤導了你家裡人知道嗎？ | Mata Taiwan（页面存档备份，存于）